# ブラウニー・メアリー
ブラウニー・メアリー(Brownie Mary)ことメアリー・ジェーン・ラスバン(Mary Jane Rathbun 1922年12月22日 - 1999年4月10日)は、アメリカにおいて医療大麻の使用を人権として要求した社会活動家である。彼女はサンフランシスコ総合病院のボランティア・スタッフ時代に、違法な大麻入りのブラウニーを焼いてエイズ患者に配ったことで有名になった。さらに社会活動家のデニス・ペロンとともに、医療目的での大麻使用の合法化を求めてロビー活動を行い、サンフランシスコ市のプロポジションP（1991年）とプロポジション215（1996年）の成立に貢献した。彼女はまたアメリカ初のマリファナ薬局であるサンフランシスコ・カンナビス・バイヤーズ・クラブの設立にも関わっている。
ラスバンには3度の逮捕歴があり、そのたびに医療大麻を求める運動が地元メディアだけでなく国際的に取り上げられ注目が高まった。どこにでもいる「おばあちゃん」のような風貌もあいまって、その動機には世間の同情が集り、大麻所持で起訴した州地方検事の目論見はくじかれた。やがてラスバンにはサンフランシスコ市でエイズ患者に大麻入りのブラウニーを配ることが認められた。彼女の逮捕は医学界からも注目され、その活動に刺激をうけた研究者たちによって、HIVに感染した成人に対するカンナビノイドの効果を研究する、初めての臨床試験が計画されるにいたった。

## 生い立ち
ブラウニー・メアリーことメアリー・ジェーン・ラスバンは1922年12月22日にイリノイ州シカゴに生まれた。娘に「メアリー・ジェーン」と名付けたアイルランド系アメリカ人の母は、保守的なカトリック教徒であった。ミネソタ州ミネアポリスで育てられ、そこでカトリック系の学校に通った。13歳のときには、むち打ちの罰を与えようとした修道女の教師と口論になったが、彼女は大いに抵抗した。家を出て、ウエイトレスの仕事をみつけたのはまだ未成年のころである。成人してからも仕事を続け、彼女は人生の大半をウエイトレスとして働いた。社会活動には若いころから関心を持っていた。当時から、鉱山労働者の組合をつくる権利を守る運動に加わるためシカゴからウィスコンシンまで旅している。1940年代の後半にはミネアポリスの女性たちに中絶する権利の普及を目指す活動に加わっている。第二次世界大戦中にカリフォルニア州サンフランシスコに引っ越し、軍の慰問ダンスパーティである男性と知り合った。ラスバンはその男性と結婚したが、すぐに離婚している。短い結婚生活で残ったのは、1955年に生まれた娘のペギーだった。母娘は後にネバダ州リノに移るが、1970年代はじめに飲酒運転の車にひかれてペギーが死ぬと、ラスバンは一人サンフランシスコに生活拠点を戻した。

## 社会活動

### 1974–1982年；ペロンとの出会いと2回の逮捕
ラスバンが後に同志となるデニス・ペロンと初めて出会ったのは、1974年、カストロ通りのカフェ・フローレだった。この店で二人は紙巻の大麻をシェアしあった。彼女はアイホップでウェイトレスとして働きながら、大麻を混ぜたブラウニーを売っては副収入を得た。彼女のことはカストロ通りでバスケットに入れた「魔法のブラウニー」を数ドルで売る女として知られるようになった。彼女は大麻入りのブラウニーを焼いては、外に出かけて買い手を探した。ペロンもまたこの町のスーパーマーケットで彼女のブラウニーを販売していた。ペロンは1977年に「仕事」をしているところを警官に押さえられ、足を撃たれている。
1980年代のはじめ頃には、１日に50ダースもの大麻入りブラウニーを焼き上げるようになっていた。彼女はサンフランシスコの掲示板に「オリジナルレシピのブラウニー」の宣伝文句を書き込んだ。いわく「魔法にかけられたような美味しさ」とのことだった。彼女の副業はおとり捜査官に目をつけられ、1981年1月14日の夜、警官がラスバンの家へ強制捜索にはいると8kg強の大麻と54ダースの大麻入りブラウニー、その他諸々のドラッグが見つかった。この夜、求めに応じてドアを開けたラスバンは警官に「あんたらが来るのはわかっていたよ」と言ったという。この最初の逮捕のとき、彼女は57歳だった。メディアが彼女を「ブラウニー・メアリー」の名で呼び始めたのはこの頃からである。彼女は所持品について9つの罪を認め、3年の執行猶予となった。また、判事からは500時間の奉仕活動も命じられた。これがきっかけとなり、ラスバンはＨＩＶ患者を支援する団体であるシャンティ・プロジェクトで働くようになった。ペロンは次のように回想している。
初めての500時間の奉仕活動で、彼女はゲイが集まるリサイクルショップからシャンティ・プロジェクトまでいろんな場所で働いた。日にちに数えて60日間という記録的な長さだった。もはや奉仕活動をする義務はないにもかかわらず、1982年まで聖マルティン・デ・ポレス・スープキッチン〔炊き出し所〕で仕事をしていた。その後、彼女は当時問題になっていたエイズによる危機的状況に立ち向かうための集団、シャンティ・プロジェクトに加わった。メアリーは自動車事故でたった一人の娘を亡くしている…。彼女はいまではサンフランシスコ中の子供たちをみんな我が子のように扱っている。
ラスバンのブラウニーを買い求めるのは、もっぱらゲイの男性であった。1980年代初頭にエイズにかかる男性が現れ始めた頃、彼女は大麻が衰弱症候群に落ちいった人々の癒しになることを発見した。そして同じことがガン患者にも当てはまることに気づいたのである。大麻は寄付で自然と集まるようになった。ラスバンはそれをブラウニーに混ぜて何百個と焼いては、病気の人たちへ無償で配布することを始めた。彼女が社会保障制度のもと毎月受け取っていた650ドルの小切手も、ブラウニーの生地を買うよすがとなった。
1982年12月7日、ラスバンがブラウニーの入ったかばんを抱えてマーケット・ストリートを歩いているところに、偶然、1981年に彼女をはじめて逮捕した警官の一人が通りかかった。ガンとその化学治療の副作用に苦しむ友人に、大麻入りのブラウニーを届ける途中であった。警官がラスバンを呼び止めてカバンの中身を調べると、4ダースものブラウニーが見つかった。ラスバンは市内の刑務所に連行され、複数の所持罪と執行猶予中の再犯によりそのまま収容された。しかし結局州地方検事は起訴を取り下げている。

### 1984–1991年；ボランティア活動とプロポジションＰ
1984年の初頭、ラスバンは毎週サンフランシスコ総合病院のエイズ病棟（86号棟）でボランティア活動をしていた。ドナルド・エイブラムズによると、「彼女は患者の車いすを押して放射線科に連れていったあとで検査サンプルを研究室まで運んできたものだった」。86号棟は、1986年にラスバンを表彰して「ボランティア・オブ・ザ・イヤー」賞を授与した。作家のキャロル・ポガッシュはこのときの病院でのボランティア活動について『どこまでもリアルに』(1992年)という本を書いている。
ニューヨークでペロンが「力を開放するエイズ連合」（アクトアップ、ACT UP）の集会で、大麻の使用がエイズ患者の症状緩和につながる可能性について語ったのは1990年代前半である。複数の研究により、ガンやエイズのような病気の治療を受けている患者が抱える吐き気や食欲減退に大麻が役立つことは実証されていた。しかし、アメリカでは1937年から大麻は違法であった。1970年の規制物質法でスケジュールIに分類された大麻は、薬としては「国内において治療のための医学的使用はいまのところ許容されない」どころか、医療大麻の所持は逮捕の対象であった。
アクトアップの集会にはじめて参加したときには懐疑的な反応を受けたペロンだったが、彼は集会に出るたびに持論を繰り返した。ペロンからアクトアップの話をされて、ラスバンも集会に参加して自らの手でエイズ患者に大麻入りのブラウニーを配った経験を語った。作家のピーター・ゴーマンによるとこの時は「以前にまして温かい反応だったが、依然として怪しまれてはいた」。
ラスバンはプロポジションPの実現に向けて取り組みを行った。カリフォルニア州政府およびカリフォルニア医学協会に対して、医療目的での大麻の利用を可能にし、医療大麻を処方する医師が罰を受けないように提言することをサンフランシスコ市の方針とすることに尽力した。1991年11月5日、プロポジションPはサンフランシスコ市の有権者から79%の支持を受けて可決された。

### 1992–1997年；３度目の逮捕とプロポジション215
1992年7月19日、ラスバンはカリフォルニア州カザデロの大麻栽培者の家でブラウニーの生地に大麻を混ぜているときに3度目の逮捕をされた。このときは1ｋｇ強の大麻の所持罪に問われたが、保釈された。ソノマ郡の地方検事はラスバンを公訴したが、このラスバン事件は世界中のメディアに取り上げられた。マリファナ所持につき2件の重罪訴因について無罪を主張し、実際に無罪となった。弁護士のノーマン・エリオット・ケントは、ラスバンが用いた法廷戦術が医療上の必要性に依拠しており、これはまさにランドール事件（1976年)でロバート・ランドールが用いた戦術と同じであることを指摘している。ケントによれば、ラスバンは「困っている人を支援するために仕事をしたのであり、個人的な欲望を追求したわけではないと証言することができた。法を犯したことへの非難に彼女の行動の気高さが勝ったのである」。
1992年8月、ラスバンはサンフランシスコ市管理委員会の聴聞に出席し、医療大麻について証言を行った。委員会では医療大麻の所持または栽培を行った人を逮捕または起訴することを「最低の優先度」とする決議を採択した。病委員会は院でのラスバンのボランティア活動を評価して、8月25日を「ブラウニー・メアリーの日」と宣言した。
1992年9月、ラスバンはワシントンでブッシュ政権における医療大麻の否定的な取り扱いに抗議するアクトアップの集会に参加した。アクトアップは、アメリカ公衆衛生局の長官ジェームズ・Ｏ・メイソンにエイズに感染した人がすぐにでも大麻にアクセスできる権利を求める書簡を送っている。少人数の患者グループに医療目的での大麻の使用が認められてから14年後、メイソンは1992年3月に連邦政府の研究用新薬のコンパッショネート（例外的）使用制度を打ち切っていた。カーター政権が初めて研究用新薬のコンパッショネート使用制度を設立した1976年は、ロバート・ランドールが自身の裁判で医学的な必要性について論じて認められた年だった。
コンパッショネート使用制度を取りやめたことに加えて、制度を論じる際にメイソンは大麻を使用するエイズ患者に「安全な性行為をしていない傾向にある」などといった発言をして物議をかもしていた。アクトアップは大麻へアクセスする権利の回復を求め、メイソンがそれに応えられないならば長官の職を辞任せよと迫った。抗議集会ではラスバンに敬意を表してブラウニーがふるまわれた。この1か月前に彼女は逮捕されており、エイズ患者に大麻入りのブラウニーを配ったとして重罪(felony)に問われていた。アメリカ合衆国保健福祉省の建物の外で、ラスバンはメイソンに呼びかけた。「私に2日ばかりくっついて一緒に病室の坊やたちに会いに行きなさい。そうすれば自分がしていることがわかるでしょう」。
1992年、ペロンがアメリカ初の医療マリファナの薬局であるサンフランシスコ・カンナビス・バイヤーズ・クラブを開設し、ラスバンもそれを手伝った。1996年、二人はポゼッション215の成立に向けて運動を組織した。これはカリフォルニア州全体を巻き込んだ有権者によるイニシアチブ（住民発議）であり、医師のすすめのもとで個人の治療の範囲で大麻を所持・栽培することを認めるものであった。この発議は、有権者の55パーセントの票を得て採択され、州の法律となった。その後、他の州でも同様の法律が成立していった。
1997年、ラスバンはデニス・ペロンとともにその栄誉を称えられサンフランシスコ・プライドパレードのグランドマーシャル役〔最も目立つ先導役〕に抜擢された。

## 私生活
ラスバンは公の場にでるときはポリエステルのパンツスーツ姿であることが多く、よく自分が「水兵なみに言葉遣いが汚い」と語っていた。ダラス・モーニング・ニュース紙のメレディス・アダムスは「フォーレターワードはブラウニー・メアリーの語彙のなかでも本質的な部分」と語っている。思想信条的には、彼女は自分をアナキストであり無神論者だと考えていた。

### 療養生活と死
ラスバンは慢性閉塞性肺疾患と変形性関節症を患っていた。大腸がんでもあり、足は人工膝関節であった。ラスバンは自己治療を行うことがよくあり、朝に大麻入りブラウニーを半分食べ、午後にもう半分を食べては、変形関節症で生じる膝の痛みを和らげていた。大麻入りのブラウニーがあるからこそ歩くことができ、痛風の辛さも緩和されるというのが彼女の主張であった。1996年の春ごろには、痛みがあまりにも強くなり、もはやブラウニーを焼くことすらできなくなった。体重は落ちはじめ、ペロンにはミシガン州に行ってジャック・ケヴォーキアンの幇助で自殺したいと語るようになった。1998年8月には倒れてしまい、首と脊椎の手術のためマウントザイオン病院へ入院した。デービス・メディカルセンターでも手術を行ったが、回復しても見舞客はほとんど受け入れなかった。その後に貧困層のための養護施設であるラグナホンダ病院にはいり、寝たきり状態となった。1999年4月10日、ラスバンは77歳のときに心臓発作で亡くなった。4月17日は地方検事のテレンス・ハリナンなど友人たち300人がカストロ通りに集り、彼女を偲んでキャンドルライト・ビジル〔祈りの徹夜集会〕を行った。ハリナンは追悼のため集まった人々にこう語りかけた。彼女はヒーローであり「いつの日か医療マリファナ・ムーヴメントにおけるナイチンゲールとして思い起こされる日が来る」だろうと。

## 遺されたもの
AP通信、UPI通信、ロイターズ、CNNが世界に向けてラスバンの逮捕を報じたことで、医療大麻へのアクセスを求める運動は多くの人の目にふれた。そのおばあちゃんのような風貌もあって、1990年代はじめにおけるアメリカの医療大麻ムーヴメントを象徴する存在となった。多くの人が彼女の活動を支持し、それに同調した。プロポジションPとプロポジション215実現への支援活動は、彼女の逮捕が公表されるや大きなうねりとなった。ジェーン・メレディス・アダムスによれば、1992年の裁判沙汰は「医療目的でのマリファナの合法化のために戦う人にとって悪名高い事件であり、ラスバンはエイズとガンを患った人にとってのヒロイン」であった。エコノミスト誌は、この問題についてのラスバンの直接行動的な取り組みは、アメリカにおける医療大麻に対する有権者の支持率の変化につながったとみている。「1996年にカリフォルニアはマリファナの使用に対する法規制を緩和している。この変化はカリフォルニアの医師がもし患者の痛みを和らげると考えるのであればマリファナを処方することが認められた。マリファナの使用に対して社会が柔軟な姿勢をみせるようになったのは、もっぱらメアリー・ジェーン・ラスバンの活動によるものである」。  
ラスバンの逮捕に大きな関心を寄せた医学者が二人いた。ラスバンの友人の一人であるドナルド・エイブラムズは、カリフォルニア大学の臨床教授であり、サンフランシスコ総合病院の医師であった。1992年にアダムスがCNNの報道で彼女の逮捕を知ったとき、彼はアムステルダムの国際エイズ会議に出席していた。同時に幻覚剤学際研究学会のリック・ドブリンも新聞でラスバンの逮捕を知った。ドブリンはサンフランシスコ総合病院のAIDS対策プロジェクトに手紙を送って、エイズ患者の消耗症候群に対する大麻の効用を臨床試験する「ブラウニー・メアリー機関」の設立を提案している。ラスバンの逮捕に触発されたエイブラムズとドブリンは、協同して食欲減退と体重減少に対する大麻の効用を確かめる試験のプロトコル制定に努めた。5年が過ぎ、アメリカ国立衛生研究所に提出した計画書2本がリジェクトされた後で、第三の研究である「HIV-1感染症におけるカンナビノイドの短期効果」の実施計画は1997年にようやく承認された。この研究は国立衛生研究所から978,000ドルの資金がつき、国立薬物乱用研究所から大麻の提供を受けた。

## 著書
- Burch, Claire. (2007). California Chronicles of Medical Marijuana. Regent Press. DVD.
- Rathbun, Mary; Dennis Peron (1996). Brownie Mary's Marijuana Cookbook and Dennis Peron's Recipe for Social Change. Trail of Smoke Publishing. ISBN 0-9639892-0-0.
- Rathbun, Mary. (April 17, 1993). 50th Anniversary of LSD: Marijuana and Medical Uses; Sacred and Healing Plants and Psychedelic Drugs in the Treatment of Substance Abuse. San Francisco Unitarian Center.  (Audio/Video).

## 読書案内
- Adams, J. M. (1992, September 29). "Marijuana Mix May Put Her Behind Bars; Some Cancer, Aids Patients Are High On 'Brownie Mary'". The Philadelphia Inquirer.
- Atcheson, R., & Mathison, D. (1995). "Proud Mary". Modern Maturity. 38 (6): 22. ISSN 0026-8046
- Herscher, E. (1992). "Brownie Mary Arrested In the Act of Baking". San Francisco Chronicle, p. A24.
- Palmer, C. (2008, March 21). "'SheShamans': An Illustrated History of Women and Psychedelics." World Psychedelic Forum.